# Hühnerberg (Schwaben)
Der Hühnerberg ist eine 571 m hohe Erhebung westlich von Harburg (Schwaben), zwischen Nördlingen und Donauwörth. Auf dem Hühnerberg befindet sich der Sender Hühnerberg.